# Route nationale 14 (Luxemburg)
Die Nationalstraße 14, abgekürzt N 14 ist eine Nationalstraße im Großherzogtum Luxemburg, welche die Kantone Grevenmacher, Echternach, Mersch und Diekirch über eine Distanz von ca. 32 km miteinander verbindet. Sie ist damit eine der wenigen Nationalstraßen, die nicht in der Hauptstadt beginnen oder enden.

## Aktueller Verlauf
Die N 14 zweigt an einer Kreuzung mit der N 1 in Weckergrund und verläuft dann durch die Orte Wecker, Biwer, Budlerbach und Beidweiler.
Hier bildet die N 14 eine Kreuzung mit der N 11 und beide Nationalstraßen verlaufen einen Teilabschnitt von wenigen Kilometern auf einer gemeinsamen Trasse.

### Ast N 14A
In Graulinster zweigt die N 14 nach links von der gemeinsamen Trasse ab und verläuft in Folge durch die Ortschaften Blumenthal, Reuland, Heffingen, Fels bis kurz vor Medernach, wo sie mit der N 14a einen Seitenast auftrennt, der kurz hinter Medernach wieder auf die N 14 mündet. Dieser Seitenast entspricht dem ursprünglichen Verlauf der N 14 vor Bau der Umgehung Renkeberg (Contournement), der heute als N 14 definiert ist.
Der letzte Teilabschnitt der N 14 führt von Stegen nach Diekirch, wo sie kurz hinter der Sauerbrücke auf die das Zentrum von Diekirch umlaufende N 7 mündet und dort endet.

## Bildergalerie

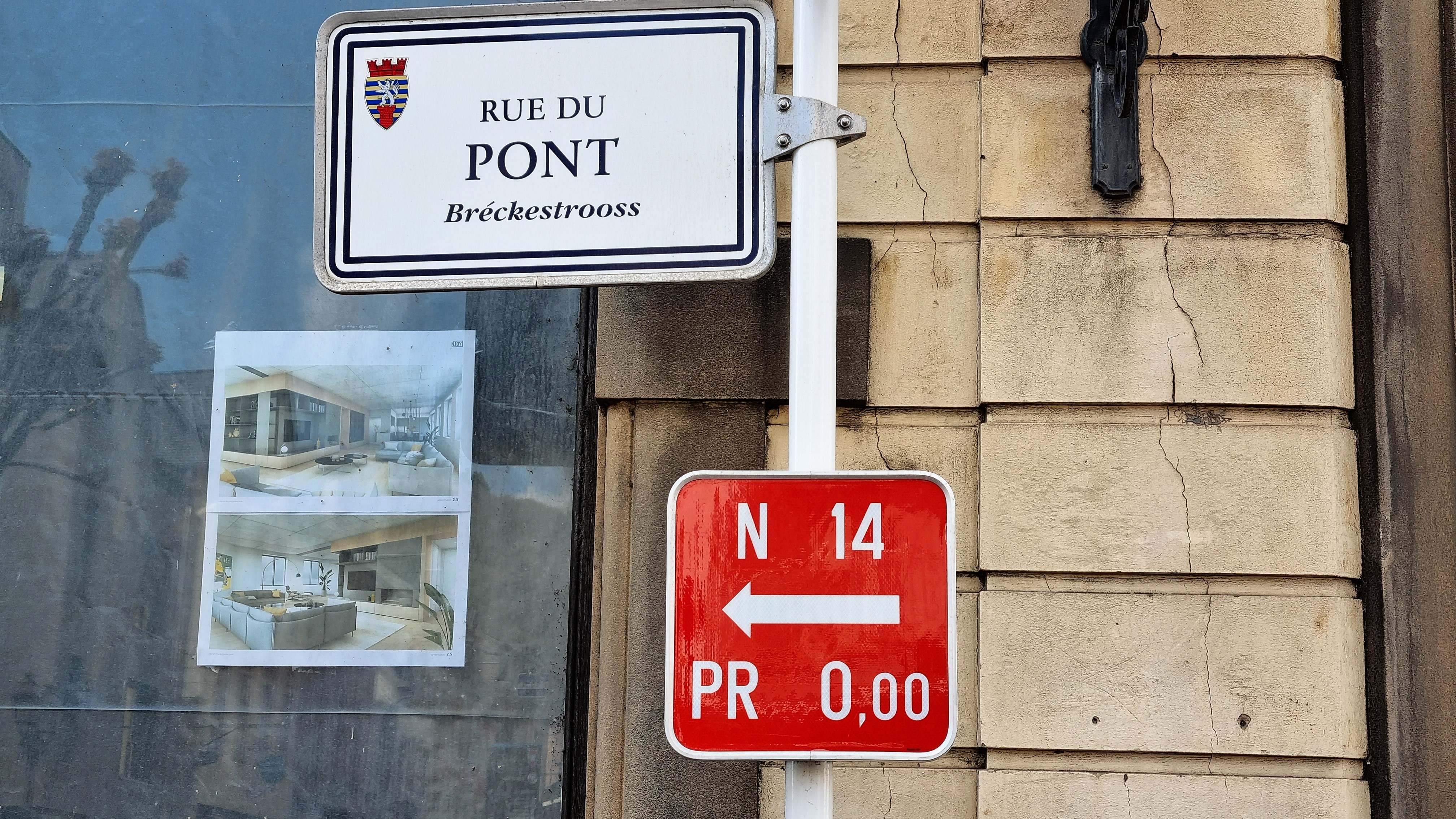
N14 in Diekirch kurz vor dem Ende der N14
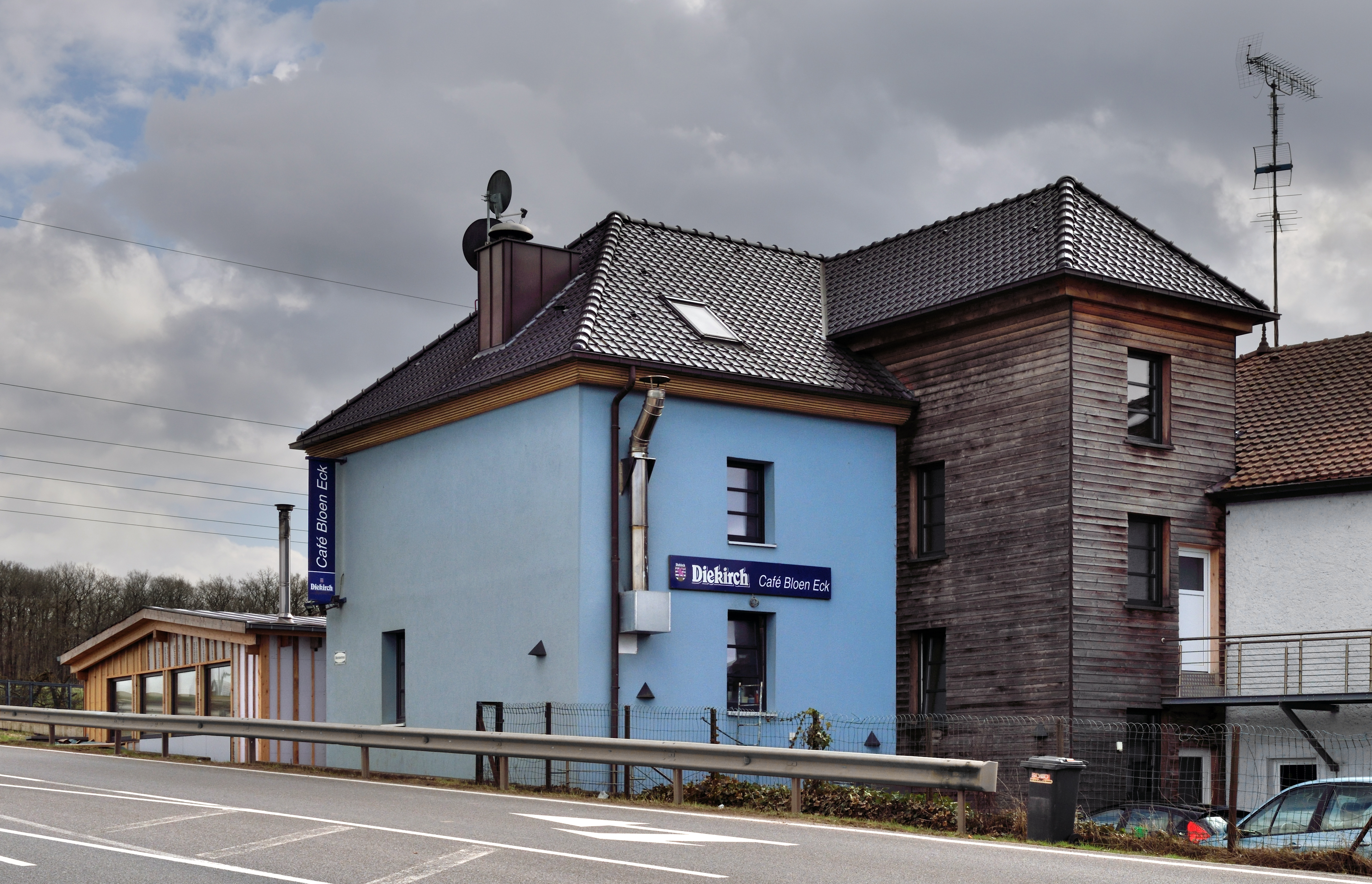
Die N14 am blauen Eck in Stegen
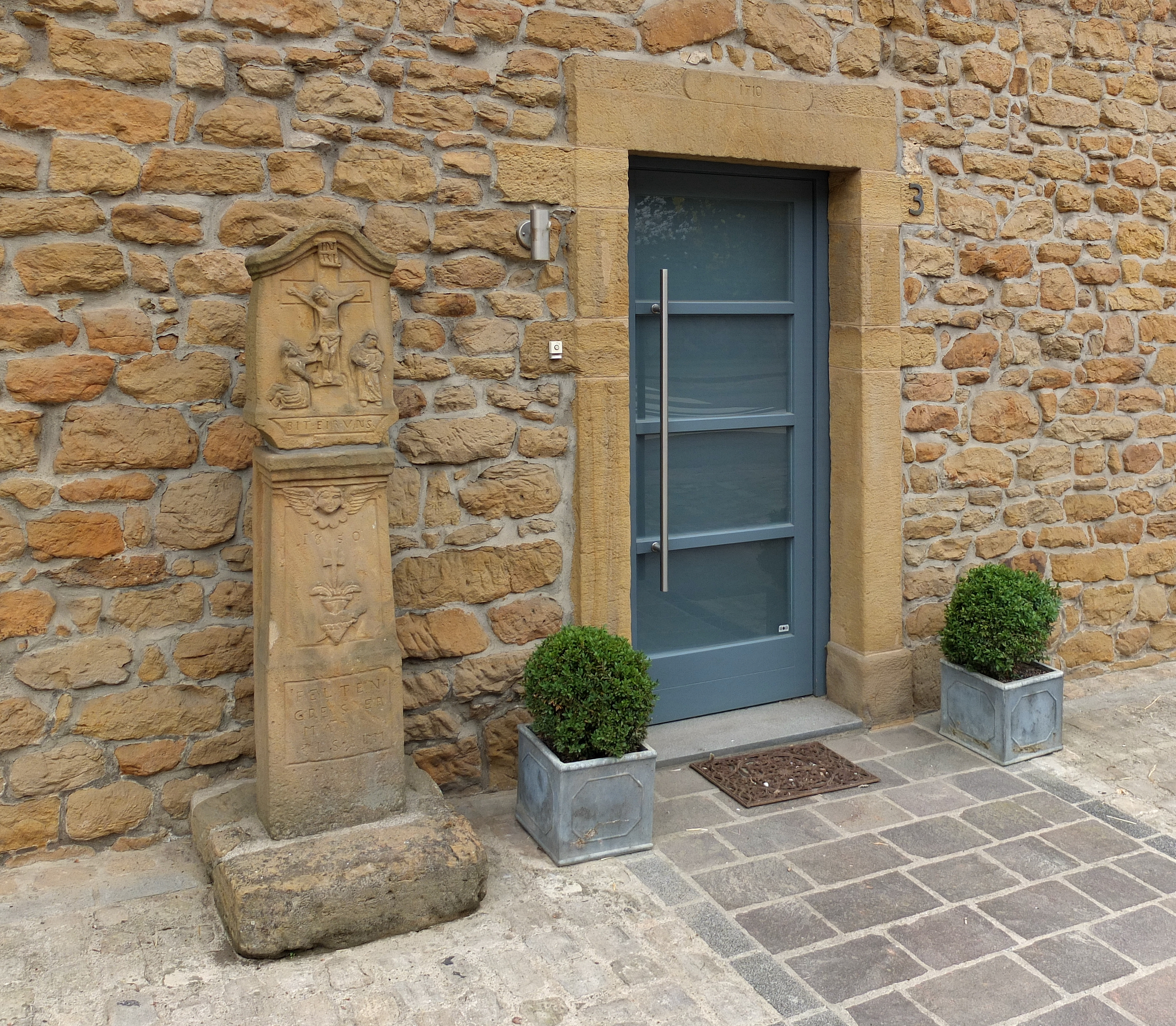
Schrein an der N14 in Blumenthal